# Shirley McCay
Pour les articles homonymes, voir McCay.
Shirley McCay est une joueuse de hockey sur gazon irlandaise évoluant au poste de défenseure au Pegasus HC et pour l'équipe nationale irlandaise.

## Biographie
- Naissance le 7 juin 1988 à Drumquin.

## Carrière
Elle a fait partie de l'équipe nationale pour concourir à la Coupe du monde 2018 à Londres.

## Palmarès
- : 2e à la Coupe du monde 2018.